# Gansbach (Perf)
Die (auch der) Gansbach ist ein 11,1 km langer Nebenfluss des Lahn-Nebenflusses Perf, der im Lahn-Dill-Kreis entspringt und nachfolgend, im Landkreis Marburg-Biedenkopf, alle drei Teilgemeinden der Großgemeinde Angelburg durchfließt, bis er in Steffenberg-Niedereisenhausen schließlich von links in die Perf mündet, welche in Richtung Norden von rechts in den Oberlauf der Lahn mündet.
Streng hydrologisch ist die Gansbach der Hauptfluss des Perf-Systems (s. u.).

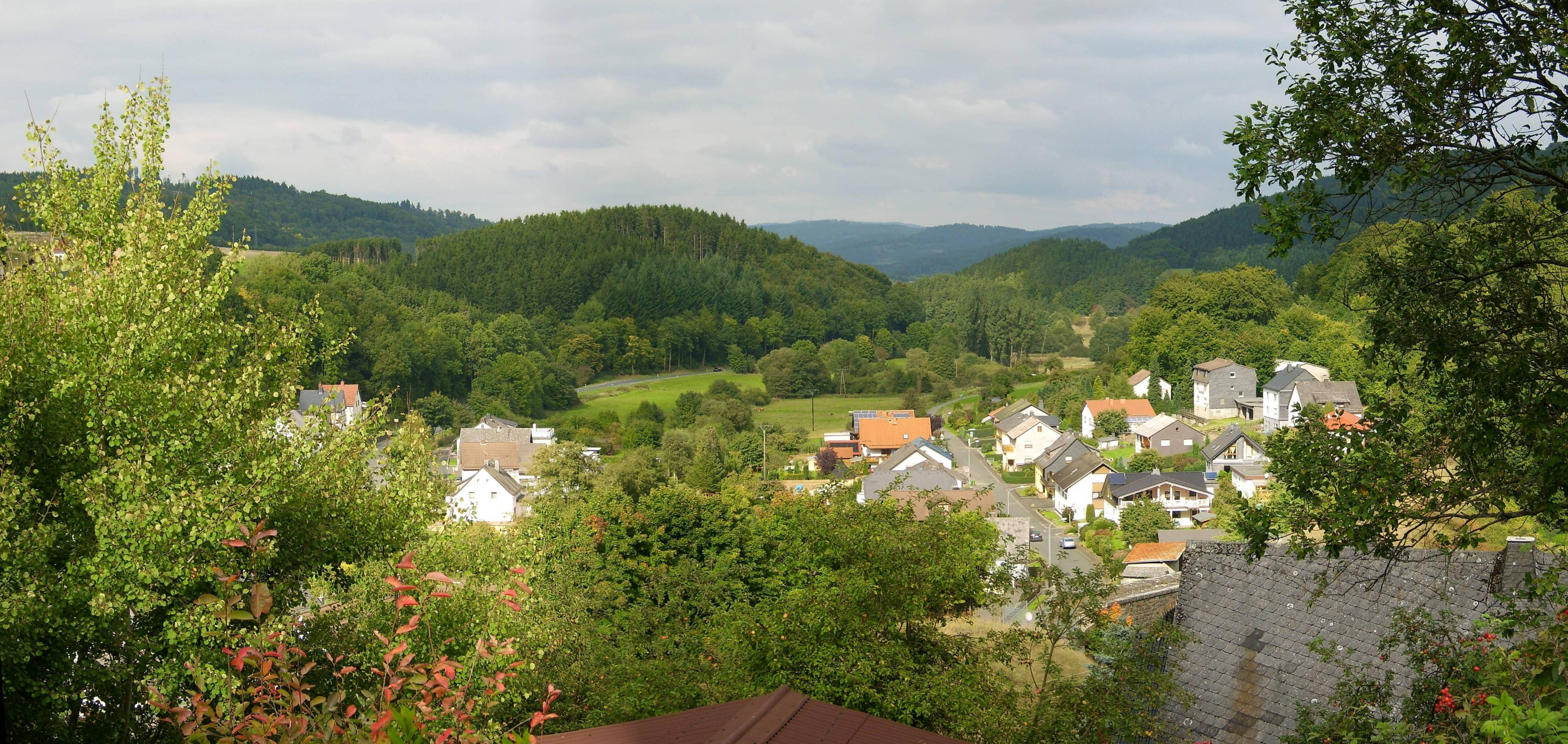
Das untere Gansbachtal bei Frechenhausen, im Hintergrund der Schwarzenberg und die Sackpfeife. Der Flusslauf ist links der Ortschaft, aber noch unterhalb der Landesstraße 3042 erkennbar.

## Geographie

### Verlauf
Ihr Quellfluss Hohe Gansbach entspringt auf den Bottenhorner Hochflächen im Gladenbacher Bergland, unmittelbar am südlichen Fuße deren höchster Erhebung Angelburg, die sie zunächst im Uhrzeigersinn zu etwa einem Drittel umkreist. Im Ortsteil Hirzenhain (Bahnhof) von Eschenburg fließt ihr, etwa westlich der Angelburg, von links ein weiterer, von Richtung Kernort Hirzenhain kommender Quellfluss zu.
Nunmehr verlässt der Fluss in nördliche Richtungen den Lahn-Dill-Kreis und erreicht Lixfeld, wo er nach dem Zufluss des wieder von Hirzenhain kommenden Breitebaches von links zunächst eine östliche Wendung nach Frechenhausen bekommt, um über Gönnern in nordöstliche Richtung die Gemeinde Angelburg zu verlassen und in Niedereisenhausen schließlich in die Perf zu münden.
Im Mittellauf ab Frechenhausen durchfließt die Gansbach ein vergleichsweise breites Tal, das bereits zum Naturraum Breidenbacher Grund gezählt wird und eine Schneise in die ansonsten bei Niedereisenhausen in Ost-West-Richtung verlaufende Grenze der beiden Naturräume schlägt.

### Zuflüsse
Der einzige Nebenfluss, der eine Länge von über 2 km erreicht, ist der vom linksseitigen Hirzenhain kommende Breitebach (2,2 km, 2,482 km², Mündung in etwa 450 m Höhe, DGKZ 258142-2), der in Lixfeld mündet.
- Gansbach (GKZ 258142-14) (links), 1,2 km
- Breitebach (links), 2,2 km, 2,48 km²
- Britzenbach (Gansbach) (links), 1,4 km
- Beuerbach (links), 1,9 km
- Steinbach[2] (GKZ 258142-914) (rechts), 1,7 km
- Hainbach (rechts), 1,2 km
- Trepbach[3] (GKZ 258142-9914) (links), 0,6 km
- Mittersbach[4] (GKZ 258142-9918) (links), 1,2 km

## Zur Hauptflussfrage
Beim Zusammenfluss von Perf und Gansbach in Niedereisenhausen ist die Gansbach 11,1 km lang und hat ein Einzugsgebiet von 23,174 km², während die Perf bis zu dieser Stelle erst 8,3 km lang ist und ein Einzugsgebiet von 18,848 km² hat. Daher stellt hydrologisch die Gansbach den eigentlichen Hauptfluss des Flusssystems der Perf dar.